# Rugbi als Jocs Olímpics d'estiu de 1920
Als Jocs Olímpics de 1920 celebrats a la ciutat d'Anvers (Bèlgica) es realitzà una competició de rugbi a 15 en categoria masculina. Aquesta fou la tercera vegada, i penúltima, que aquest esport formà part del programa olímpic, després de la seva participació en les edicions de 1900 i 1908.
Únicament participaren en la competició les seleccions dels Estats Units d'Amèrica i França, guanyant la primera l'únic partit disputat el 5 de setembre de 1920 per vuit a zero.

## Resum de medalles
| Prova         | Or | Argent | Bronze        |
| Rugbi masculí | Estats UnitsDaniel Carroll · Charles Doe · George Fish · James Fitzpatrick · Joseph Hunter · Morris Kirksey · Charles Mehan · John Muldoon · John O'Neil · John Patrick · Cornelius Righter · Rudolph Scholz · Robert L. Templeton · Charles Tilden · Heaton WrennNo disputaren cap partit · George Davis · Colby Slater · Harold von Schmidt · James Winston | FrançaEdouard Bader · François Borde · Adolphe Bousquet · Jean Bruneval · Alphonse Castex · André Chilo · René Crabos · Curtet · Alfred Eluère · Jacques Forestier · Grenet · Maurice Labeyrie · Robert Levasseur · Pierre Petiteau · Raoul ThiercelinNo disputaren cap partit · Raymond Berrurier · Constant Lamaignière · Eugène Soulié · Robert Thierry | No es concedí |

## Medaller
| Posició | País         | Or | Argent | Bronze | Total |
| 1       | Estats Units | 1  | 0      | 0      | 1     |
| 2       | França       | 0  | 1      | 0      | 1     |